# 金敏智 (冰壶运动员)
金敏智（韩语： Gim Minji，1999年8月16日—），韩国女子冰壶运动员，2019年世界女子锦标赛铜牌得主、2023年泛大陆锦标赛女子金牌得主、2024年世界女子锦标赛铜牌得主、2024年泛大陆锦标赛女子银牌得主、2025年亚洲冬季运动会女子金牌得主。